# Yaron Matras
Yaron Matras (24 de octubre de 1963, Chicago) es un lingüista de la Universidad de Mánchester que se especializa en romaní y otros idiomas, como los del Medio Oriente. Es uno de los lingüistas de romaníes en el ámbito anglohablante más destacados. También es el autor de varios estudios pioneros, como su libro Romani: A linguistic introduction ('Introducción lingüística al romaní') Romani in Britain: The afterlife of a language ('El romaní en Gran Bretaña: La otra vida de una lengua') y A grammar of Domari ('Gramática de domarí'). Matras organizó la I Conferencia Internacional de Lingüística Romaní, en 1993, y ha trabajado como editor en la revista interdisciplinaria Romani Studies desde 1999. Ha sido coordinador del Proyecto Romaní Archivado el 13 de enero de 2013 en Wayback Machine. en la Universidad de Mánchester desde 1999 y en 2010 lanzó el proyecto Mánchester Multilingüe . Entre sus publicaciones se encuentran el libro Language Contact ('Contacto lingüístico') y la trilogía coeditada Mixed Languages, Linguistic Areas y Grammatical Borrowing.
En 2012, Yaron Matras recibió el título de Fellow Sénior de Zukunftskolleg de la Universidad de Constanza.